# Yehuda Danon
Yehuda Danon (יהודה דנון, nacido en 1940 en Bulgaria) es un médico israelí que ha sido Cirujano General de las Fuerzas de Defensa de Israel, director general del Centro Médico Rabin y - desde 2012 - presidente de Universidad de Ariel.

## Biografía
Danon se graduó de Centro Médico Hadassah, y se especializó en pediatría e inmunología. Danon sirvió como Cirujano General de las Fuerzas de Defensa de Israel desde 1982 hasta 1991.
También ha sido director general de la Centro Médico Rabin, y fundó la sección de niños Schneider. Colaboró en la creación, en el seno del Ministerio de Salud de Israel del Consejo Nacional para la Salud de los Niños y Pediatría, de la que ha sido presidente desde su creación.
Danon fue nombrado presidente de Universidad de Ariel en octubre de 2012.